# Malcus gibbus
Malcus gibbus är en insektsart som beskrevs av Zheng, Zou och Pei Ken Hsiao 1979. Malcus gibbus ingår i släktet Malcus och familjen Malcidae. Inga underarter finns listade i Catalogue of Life.